# 박래의

박래의(朴來儀, 1849년 2월 15일 ~ 1912년 8월 5일)은 조선 후기의 무관이다. 양와(暘窩) 박준혁의 아들이며, 자는 화수(華秀)이고 호는 죽포(竹圃)이다. 고종 을해(1875년)무과, 계사년(1893) 용양위 부호군 부사과(副司果) 선략장군에 이르렀다. 가훈을 계승하여 현인을 사랑하고 널리 은덕을 베풀기를 좋아 하여 사림에서 추앙하고 존중하였다. 울진군지(蔚珍君誌) 및 박씨문헌록(朴氏文獻錄)(국립중앙도서관 및 충남대학교 도서관)에서 볼 수 있다.
|  |  |  |  |